# Zakanale (gmina)
Zakanale (od 1973 Konstantynów) – dawna gmina wiejska istniejąca w latach 1809–1954 na Lubelszczyźnie. Siedzibą gminy było początkowo Zakanale, a następnie Konstantynów.
Gmina Zakanale powstała w 1809 roku w Księstwie Warszawskim. Po podziale Królestwa Polskiego na powiaty i gminy z początkiem 1867 roku gmina Zakanale weszła w skład powiatu konstantynowskiego w guberni siedleckiej (w latach 1912–1915 jako część guberni chełmskiej). 13 stycznia 1870 do gminy przyłączono pozbawiony praw miejskich Konstantynów. Gmina składała się z 16 wsi: Antolin, Dubicze, Gnojno, Kazimierzów, Komarno, Koszelówka, Konstantynów, Polinów, Solinki, Wólka Polinowska, Wólka Nosowska, Witoldów, Wichowicze, Wandopol, Zakalinki i Zakanale.
W okresie międzywojennym gmina weszła w skład woj. lubelskiego, a po likwidacji powiatu konstantynowskiego z dniem 1 kwietnia 1932 roku została włączona do powiatu bialskiego. Podczas okupacji gmina należała do dystryktu lubelskiego (w Generalnym Gubernatorstwie). W 1952 roku siedzibę gminy przeniesiono z Zakanala do Konstantynowa. Według stanu z dnia 1 lipca 1952 roku gmina Zakanale składała się z 18 gromad.
Jednostka została zniesiona 29 września 1954 roku wraz z reformą wprowadzającą gromady w miejsce gmin. Z obszaru gminy utworzono Gromadzkie Rady Narodowe w Bublu Starym, Klonowicy, Komarnie, Konstantynowie, Pawłowie Nowym i Wólce Nosowskiej. Po reaktywowaniu gmin z dniem 1 stycznia 1973 roku gminy Zakanale nie przywrócono, utworzono jednak jej odpowiednik, gminę Konstantynów.